# Ен (О дьо Франс)
Вижте пояснителната страница за други значения на Ен.
Ен (на френски: Aisne) е департамент в регион О дьо Франс, северна Франция. Образуван е през 1790 година от части на провинциите Пикардия (Вермандоа и Тиераш), Ил дьо Франс (Лаоноа и Соасоне) и Шампан (Шато Тиери) и получава името на река Ен. Площта му е 7369 км², а населението – 537 865 души (2016 г.). Административен център е град Лаон.